# Coccus pseudomagnoliarum
Coccus pseudomagnoliarum är en insektsart som först beskrevs av Kuwana 1914.  Coccus pseudomagnoliarum ingår i släktet Coccus och familjen skålsköldlöss. Inga underarter finns listade i Catalogue of Life.